# Кюстендилско македоно-одринско опълченско дружество
Кюстендилското македоно-одринско опълченско дружество е ветеранска организация на бивши участници в Македоно-одринското опълчение, съществувала в Кюстендил, България от 1933 до 1952 година.

## История
Дружеството е създадено на 23 януари 1933 година от 106 членове, живеещи в Кюстендил и Кюстендилско. Има за цел подпомагане на четниците на ВМОРО и ВМОК, на участниците в Илинденско-Преображенското въстание, на македоно-одринските опълченци от 1912 – 1913 година и техните семейства. Членува в Съюза на македоно-одринските опълченски дружества в България. Дружеството се бори да осигурява народни пенсии, безплатно лечение, увеличаване на хранителните дажби, издаване на разрешителни за занаятчийска работа на своите членове.
Пръв председател на дружеството е Илия Богданов, подпредседател е Михал Петров Грозданов, а секретар - Любен Ицков, който между 1947 и 1950 година е председател на дружеството.
На 16 март 1952 година дружеството е влято в Доброволната организация за съдействие на отбраната.